# Pequenas Insurreíções
Pequenas Insurreições é um curta-metragem brasileiro de 2023, escrito e dirigido por William de Oliveira. O filme teve sua estreia na Première Brasil do Festival do Rio e foi selecionado para festivais como a Mostra de Cinema de Gostoso, O Festival de Roteiro Audiovisual de Porto Alegre (FRAPA), Festival de Cinema de Marília, entre outros.
Um dos curtas indicados para concorrer no primeiro turno do Prêmio Grande Otelo do Cinema Brasileiro 2025, na categoria MELHOR CURTA-METRAGEM FICÇÃO. 

## Sinopse
Em uma sala de espera de uma agência de babás, um grupo de mulheres decide firmar um pacto.

## Prêmios
Ganhou o prêmio de Melhor Roteiro pelo júri popular n 12ª Mostra de Curtas do FRAPA - Festival do Roteiro Audiovisual de Porto Alegre.
Ganhou o prêmio de Melhor Diálogo pelo júri popular na 12ª Mostra de Curtas do FRAPA - Festival do Roteiro Audiovisual de Porto Alegre.
Melhor roteiro da Mostra Acauã no 7º Curta Caicó.